# 小行星2285
小行星2285（2285 Ron Helin）是一颗围绕太阳公转的小行星。1976年8月27日，舒爾特·巴斯在帕洛马山发现了此天体。
該小行星以美國天文學家埃莉諾·赫琳的丈夫羅納德·P·赫琳（Ronald P. Helin）命名。
这颗小行星的绝对星等为182.69546等。